# 北京市第九中学
39°56′07″N 116°09′53″E / 39.9353059°N 116.1648475°E

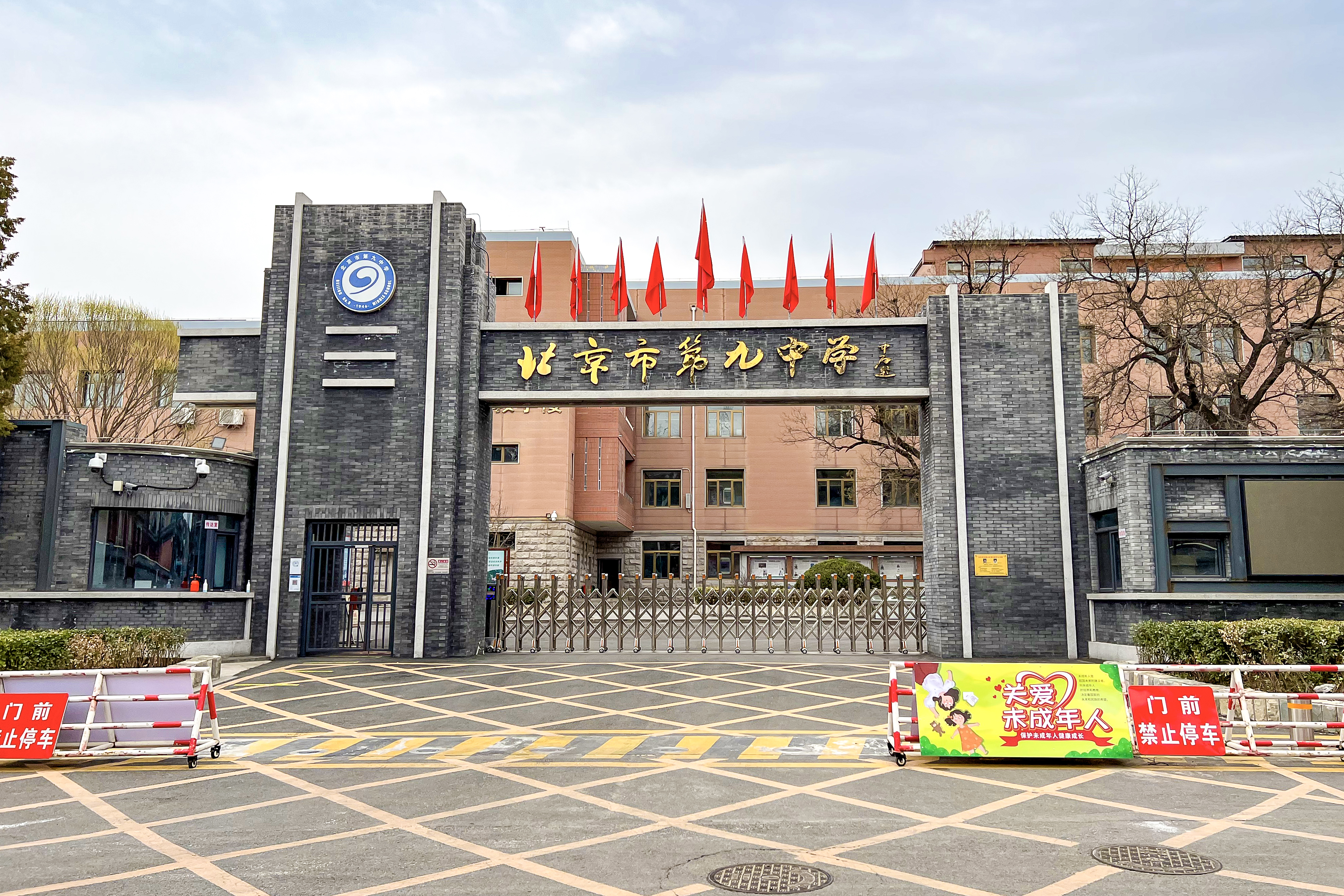
位于模式口大街的北门

北京市第九中学简称北京九中，是一所位于北京市石景山区模式口大街16号的中学，1946年创立。

## 历史

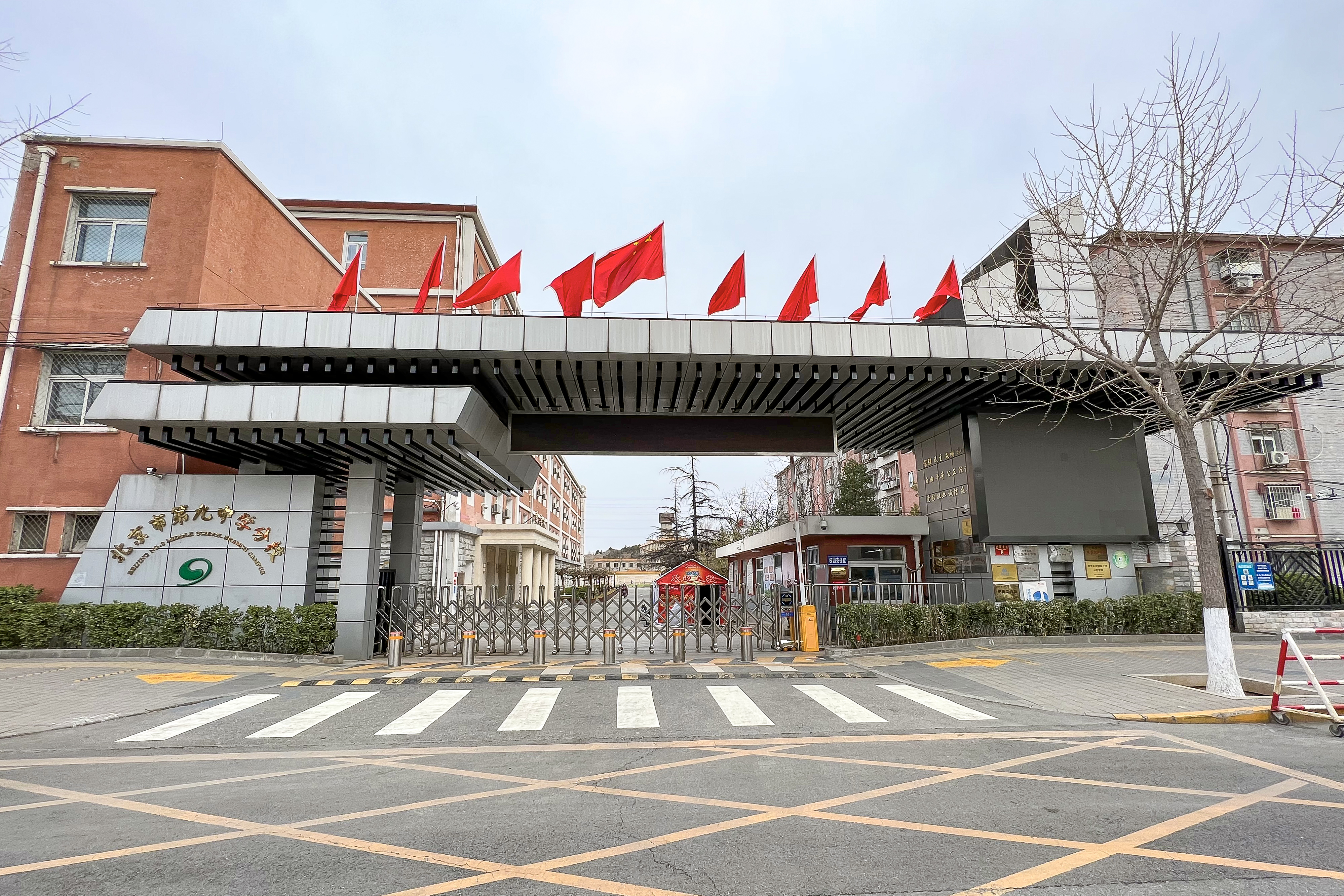
位于金顶街的九中分校（原金顶街二中、北方工大附中）

北京九中的前身为1946年在门头沟城子创立的私立门头沟中学，1947年曾改名为“河北省私立介寿中学”，1948年又更名为门头沟城子镇中学，1949年5月21日改为北平市立第九中学，1949年10月改为北京市第九中学。
1950年，随着石景山重工业企业的建设，九中在石景山法海寺筹建分校，1951年由北京市政府划拨承恩寺南园，用于建设九中新校园，九中由此成为石景山第一所中学。
九中曾于1999年取消初中建制，2003年5月被认定为北京市示范性普通高中，2010年将北方工业大学附属中学（原金顶街二中）并入九中后恢复初中部。

## 荣誉
北京市第九中学是北京市石景山区第一所国立中学；
1978年被确定为市属重点中学；
2002年被认定为北京市高中示范校；

## 校训
校训：砺身·砺志·博爱·博学

## 艺术
艺术体操队
北京九中是全国艺术特色教育学校之一，重视艺术教育，1984年组建了九中艺术体操队，至今已向北京大学输送了13人、北京体育大学11人，连续20年包揽了北京市中小学生艺术体操比赛团体冠军及个人项目的全部金牌，连续6年获CBA篮球联赛啦啦队冠军，所表演的韵律操《飞扬的青春》获第三届全国校园春节联欢晚会特等奖。
金帆舞蹈团
1987年组建北京市中学生金帆舞蹈团，在全国及市区比赛中多次获奖，还多次出访国外演出。

## 体育
北京九中也是篮球传统学校，曾培养了赵文群、刘建立等优秀篮球运动员。2005年6月30日，成立北京九中“战神”篮球学校，原国家男篮队员刘玉栋出任名誉校长。
现任北京九中校长兼党总支书记为郝显军。

## 历任校长
1950-1962 赵峰
1963-1981 
1982年1月 熊开昌
张德昌
马卫东 副校长
麻宝山
郝显军
现任校长是林乐光